# Konkordienkirche (Mannheim)

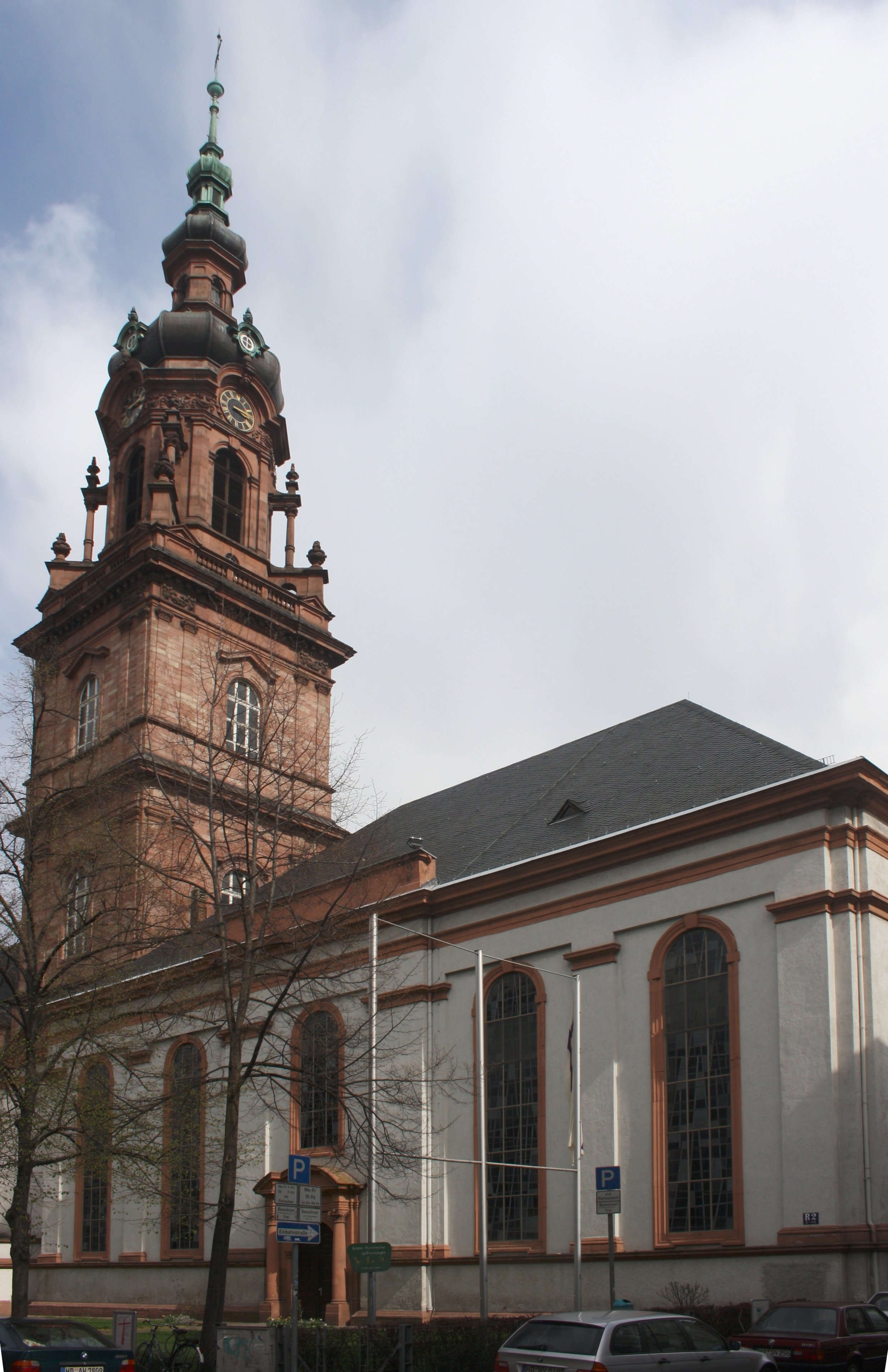
Konkordienkirche

Die Konkordienkirche (auch CityKirche Konkordien) ist eine evangelische Kirche in der Mannheimer Innenstadt. Sie wurde zwischen 1706 und 1717 erbaut und im Laufe der Zeit mehrfach umgestaltet. Der Kirchturm, der höchste der Stadt, wurde 1893 errichtet.

## Geschichte

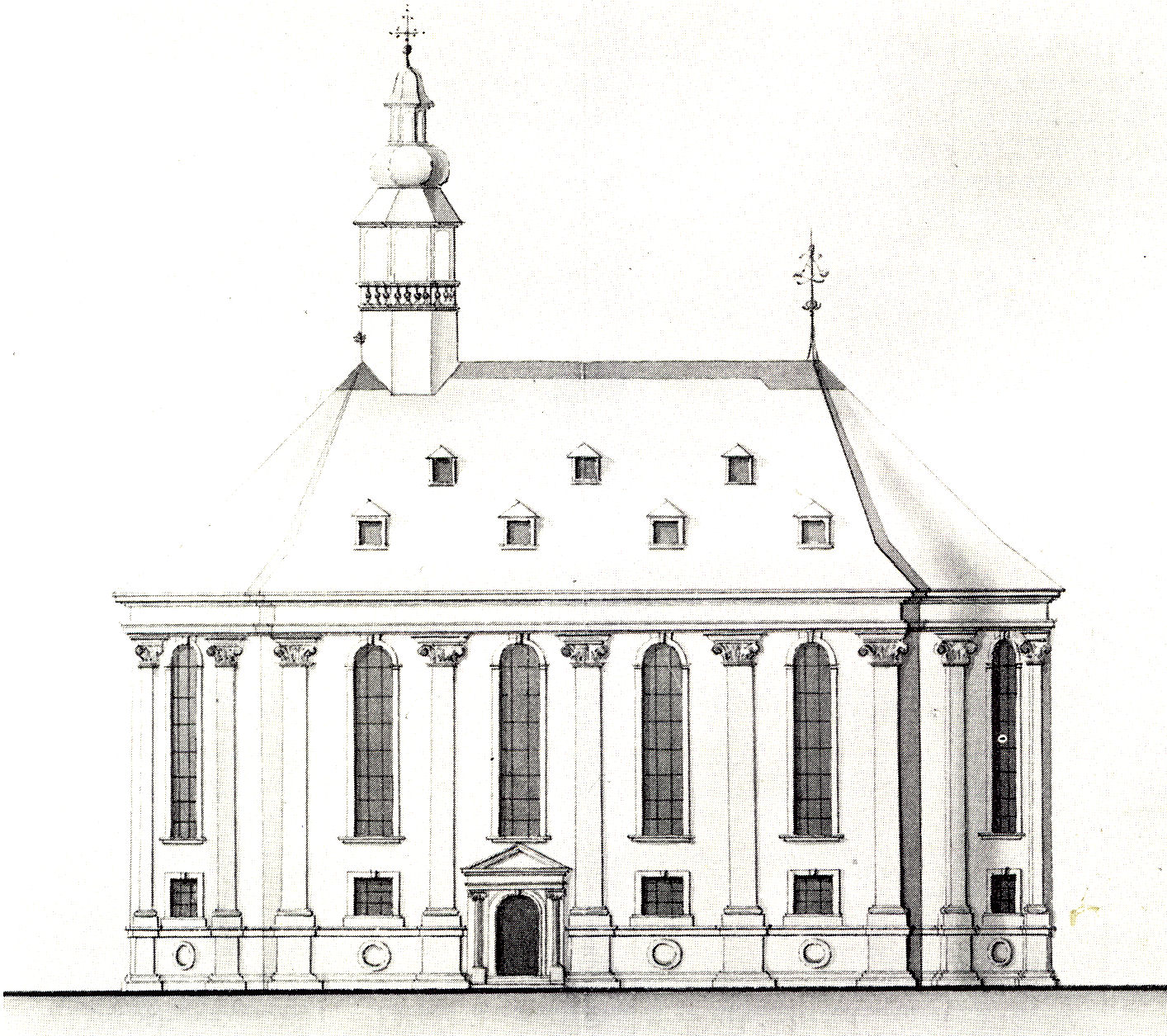
Concordienkirche in der Friedrichsburg 1679

1556 führte Kurfürst Ottheinrich in der Kurpfalz die Reformation ein. Danach wechselte mit fast jedem neuen Herrscher der Glaube zwischen reformiert und lutherisch. Im Dreißigjährigen Krieg wurde die Pfalz rekatholisiert, bis nach dem Friedensschluss der Vorkriegszustand und damit der reformierte Glaube festgeschrieben wurde. Um den Wiederaufbau Mannheims und die Zuwanderung zu fördern, wurden aber 1652 erweiterte Stadtprivilegien erlassen, die eine umfassende Religionsfreiheit garantierten. In der Folge gab es eine französisch-reformierte, eine deutsch-reformierte, eine kleine niederländisch-reformierte und eine lutherische Gemeinde in der Stadt.
In den Jahren 1677 bis 1680 wurde eine erste Concordienkirche, nach dem lateinischen Wort concordia (= Eintracht), vom pfälzischen Oberbaudirektor Johann Peter Wachter als Hofkirche in der Zitadelle Friedrichsburg errichtet, die als Simultankirche von allen christlichen Konfessionen genutzt werden sollte. Ihren Namen Concordienkirche nennt die am 29. März 1677 dem Grundstein eingefügte Medaille mit der Aufschrift „Divae hoc condordiae monumentum“. Bei der Einweihung 1680 predigten ein deutsch-reformierter, ein lutherischer und ein katholischer Pfarrer. Mit dem Tod Kurfürst Karl Ludwigs im selben Jahr fanden allerdings die Pläne einer Kirchenunion in der Pfalz bereits ein Ende. Nur neun Jahre später wurde während des Pfälzischen Erbfolgekriegs 1689 bei der Zerstörung Mannheims die Kirche gesprengt. An der Stelle der ehemaligen Zitadelle steht heute das Mannheimer Schloss.
Der jetzige Standort der Konkordienkirche, das Quadrat R 2, wurde schon bei der Stadtplanung im 17. Jahrhundert für den Bau einer Kirche vorgesehen. 1664 bis 1666 errichtete die französisch-reformierte Gemeinde an dieser Stelle eine Provisionellkirche aus Holz. 1684 wurde diese abgerissen und mit dem Bau einer symmetrischen Doppelkirche begonnen. Ihr lag erneut ein Entwurf von Johann Peter Wachter zugrunde, der aus Kostengründen von Stadtbaumeister Greuter vereinfacht wurde. Ein Flügel war für die deutsch-reformierte, der andere für die französisch-reformierte Gemeinde vorgesehen. Der zentrale Turm gehörte beiden Gemeinden gemeinsam. Im deutsch-reformierten Teil wurde im Jahr 1688 der erste Gottesdienst gefeiert. Lediglich fünf Monate später wurde die Kirche im Pfälzischen Erbfolgekrieg von französischen Soldaten gesprengt.
1699 wurde auf dem Grundstück eine hölzerne Kirche errichtet, die von Reformierten, Lutheranern und Katholiken simultan genutzt wurde. Ein rascher Neubau scheiterte zunächst am Zwist zwischen den Gemeinden. Erst als das Quadrat R2 in der Pfälzischen Kirchenteilung 1705 den Reformierten zugesprochen wurde, entschlossen sich die Lutheraner zum Bau der Trinitatiskirche und die Katholiken zum Bau der St.-Sebastian-Kirche.

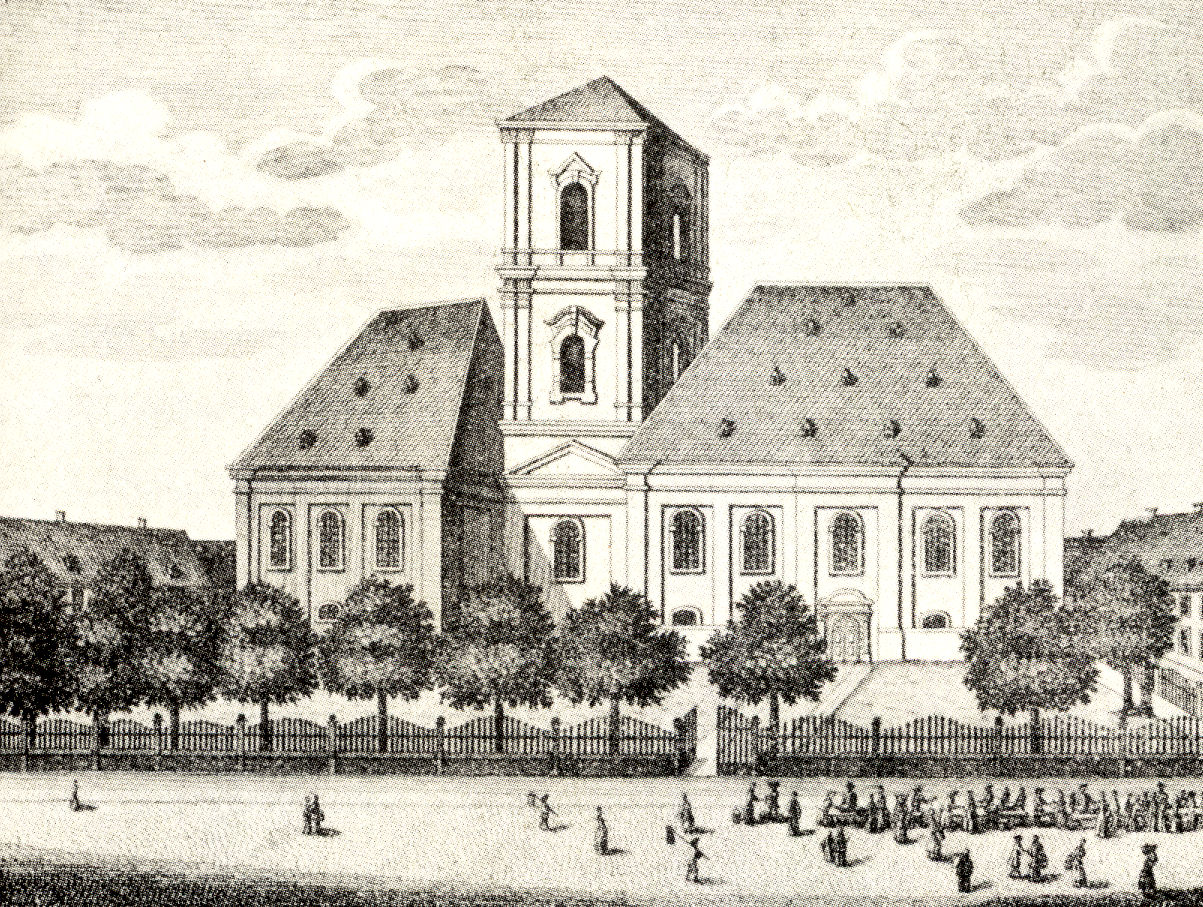
Kirche 1782

Der Wiederaufbau der reformierten Kirche begann 1706, verzögerte sich aber aufgrund mangelnder finanzieller Mittel längere Zeit und war bescheidener als der Bau aus dem 17. Jahrhundert. Der deutsch-reformierte Teil wurde am 25. August 1717 eingeweiht. Auch danach wurde aber noch gebaut. Die Portale waren 1722 fertig und der bis dahin nur aus einem Stumpf bestehende Kirchturm wurde bis 1729 auf drei Stockwerke erhöht und mit einem provisorischen Dach abgeschlossen. Der französisch-reformierte Teil begann, obwohl bereits 1706 der Grundstein gelegt worden war, erst im Jahr 1736. Die Einweihung konnte am 1. März 1739 gefeiert werden. Allerdings war der Bau um zwei Achsen kürzer als der deutsch-reformierte, wodurch die Symmetrie des Gebäudes verloren ging.

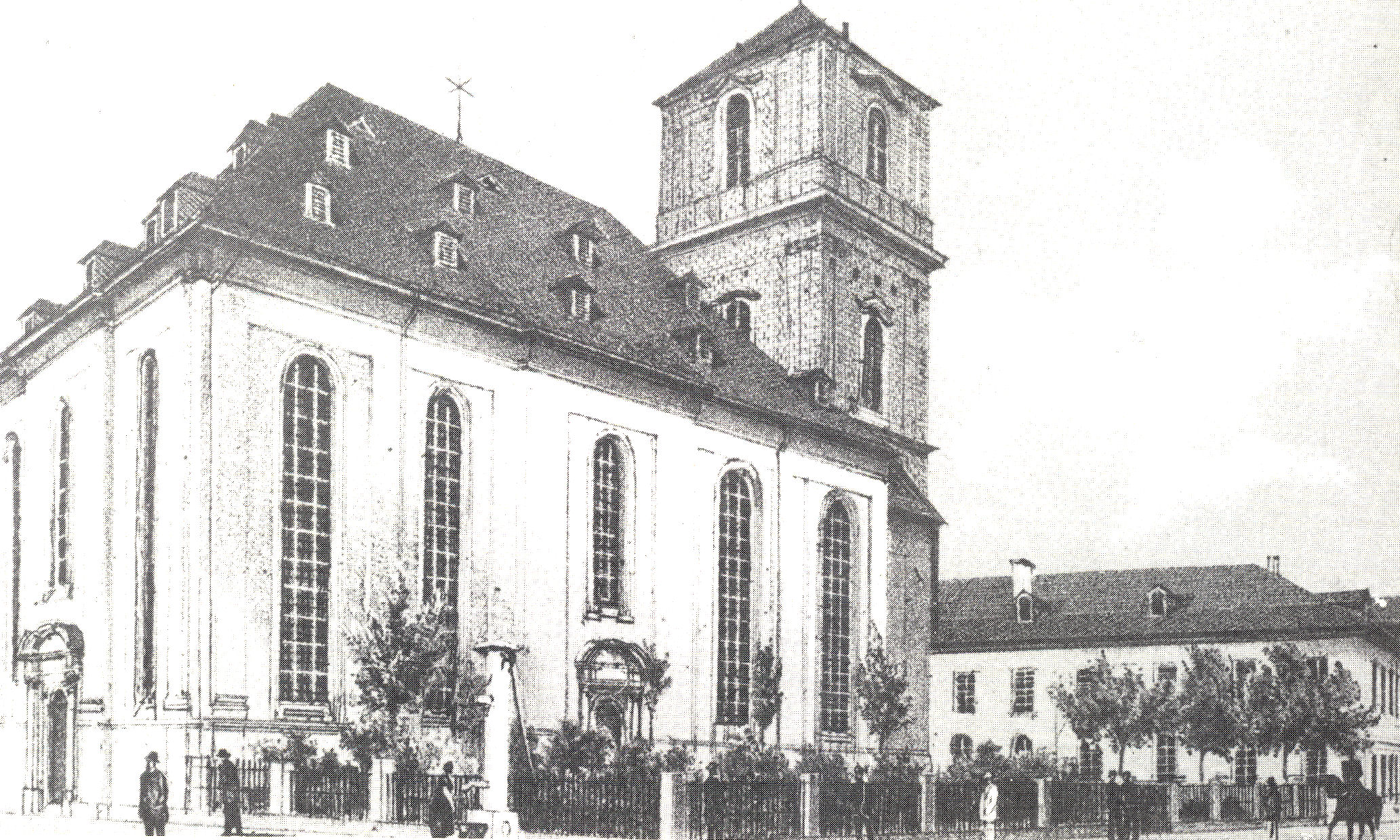
Konkordienkirche 1869, hinten das Schulhaus

Während des Ersten Koalitionskrieges brannte die Kirche im Jahr 1795 aus und es wurde nur der Flügel der deutsch-reformierten Gemeinde wiederaufgebaut und 1800 eingeweiht. Die Ruine der französisch-reformierten Kirche blieb zunächst liegen, weil der immer kleiner werdenden Gemeinde ein Wiederaufbau nicht gelang. Bis zur Wiedereinweihung der deutsch-reformierten Kirche hatten die reformierten Gemeinden Gastrecht in der lutherischen Trinitatiskirche. Aus dieser Erfahrung heraus wurden die Mannheimer Gemeinden zu Schrittmachern der badischen Kirchenunion. 1817 unterschrieben 600 Mannheimer Familien eine Resolution, in der die Vereinigung der beiden evangelischen Kirchen gewünscht wurde. Andere badische Städte schlossen sich der Initiative an. Daraus ging schließlich die badische Kirchenunion hervor. Im Jahr 1821 schlossen sich die Reformierten mit den Lutheranern zur „Vereinigten Evangelisch-protestantischen Kirche im Großherzogthum Baden“ zusammen. In diesem Zusammenhang erhielt die Kirche den Namen Konkordienkirche und knüpfte damit an den Namen der ersten Concordienkirche an. Mit der Vereinigung war auch ein französisch-reformierter Kirchenbau überflüssig geworden, weswegen die Ruine 1822 abgebrochen und an ihrer Stelle – um 90 Grad gedreht – das evangelische Schulhaus, die heutige Mozartschule, im klassizistischen Stil errichtet wurde.

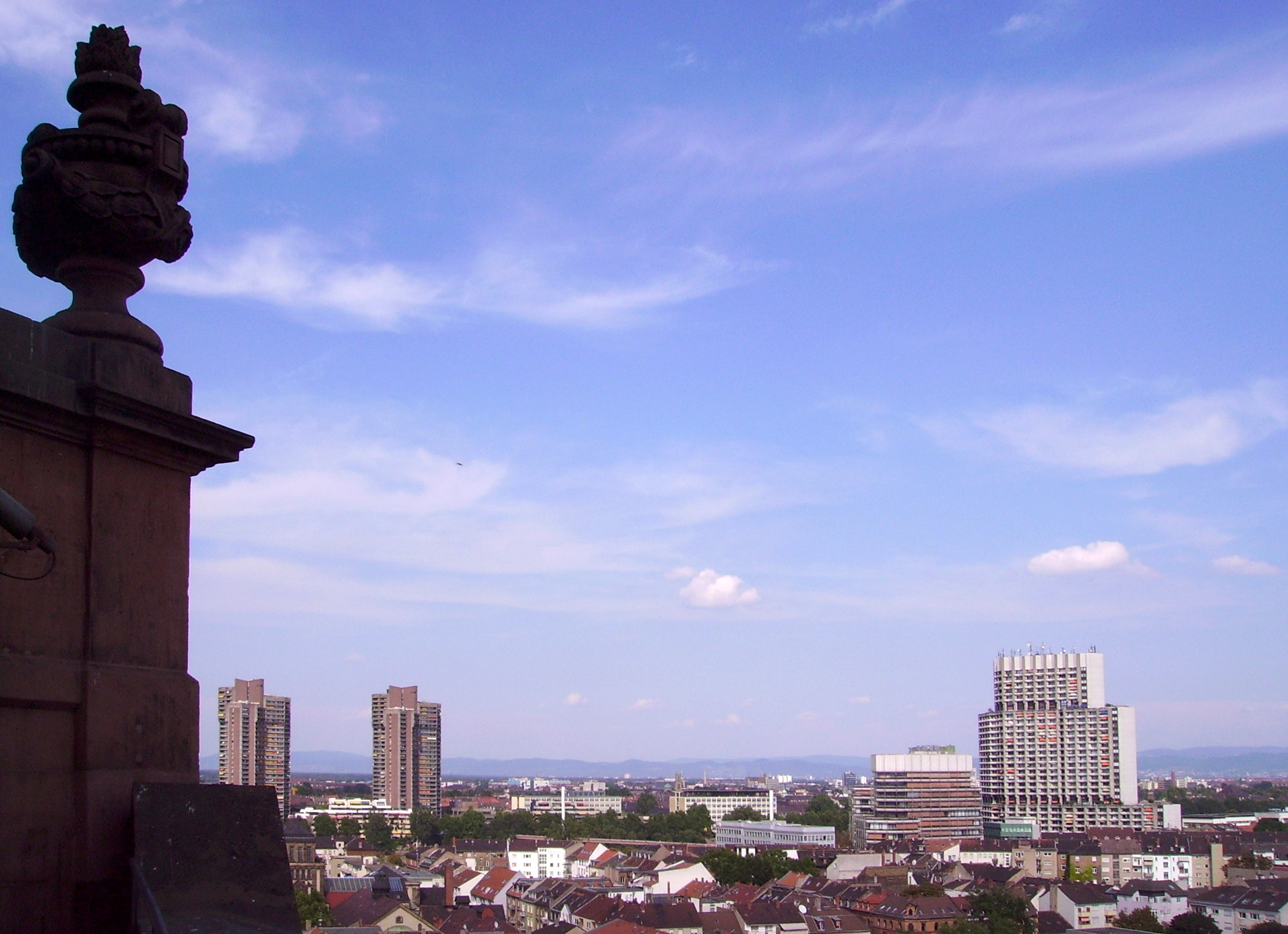
Blick vom Glockenturm über die Stadt

Bereits 1748 hatte Bibiena einen Plan für den Ausbau des Turms angefertigt. Er blieb aber aus Kostengründen ebenso unverwirklicht wie ein Entwurf von Nicolas de Pigage aus dem Jahr 1754. Erst 1892/93 wurde der Turm auf seine jetzige Höhe ausgebaut. Mit dem Neubau der Schule durch Richard Perrey von 1914 bis 1917 erhielt der Doppelbau schließlich seine 1689 verloren gegangene Symmetrie zurück.
Im Zweiten Weltkrieg brannte die Kirche 1943 vollständig aus. Nur die stark beschädigten Umfassungsmauern blieben stehen. Der Turm überstand die Bombennächte jedoch nahezu unversehrt. In den Jahren 1949 bis 1952 baute der Mannheimer Architekt Max Schmechel die Kirche wieder auf. Außen wurde aus Gründen des Denkmalschutzes der Zustand von 1800 annähernd wiederhergestellt, der Innenraum wurde im Stil der 1950er Jahre neu gestaltet.
Im Januar 1998 wurde zum ersten Mal eine Vesperkirche organisiert, die seitdem jedes Jahr wiederholt wird. Aufgrund der abnehmenden Zahl der Evangelischen in der Innenstadt schloss sich die Gemeinde 2009 mit Trinitatis und der Hafenkirche zur „Citygemeinde Hafen Konkordien“ zusammen.

## Beschreibung

### Architektur

Innenraum

Die Konkordienkirche bildet mit der Mozartschule und dem dazwischen platzierten Turm einen Doppelbau. Dieser Gebäudetyp ist in die Architekturgeschichte unter dem Begriff Mannheimer Symmetrie eingegangen und war Vorbild für zwei weitere Bauten in Mannheim im 18. Jahrhundert: Die St.-Sebastian-Kirche mit dem Rathaus am Marktplatz und das Kaufhaus am Paradeplatz. Die Konkordienkirche hat einen rechteckigen Grundriss mit fünf Achsen mit hohen Rundbogenfenstern an den Längsseiten und drei Achsen an der Schmalseite und jeweils mittig gesetztem Portal. Die Dachreiter auf dem Walmdach wurden nach dem Zweiten Weltkrieg nicht wiederhergestellt, ebenso wenig die Balustrade am Dach, die erst 1893 hinzugefügt worden war. An der Mozartschule ist sie noch erhalten.
Der Innenraum wurde nach dem Krieg von Max Schmechel völlig neu gestaltet. Der klare, nüchterne Stil diente als Vorbild für die anderen evangelischen Kirchen in Mannheim, die wiederaufgebaut werden mussten. Der neobarocke Turm ist mit 86,93 Metern der höchste Kirchturm Mannheims und eines ihrer Wahrzeichen.

Minah Son: Mittelgang der Kirche

### Kunst
Die Kirchenfenster gestaltete nach dem Zweiten Weltkrieg der Mannheimer Künstler Karl Rödel. Entsprechend dem Sonneneinfall wählte er für die Ostseite Rot- und für die Westseite Blautöne.
Im Mittelgang der Kirche sind einem Barcode ähnlich Muster auf den Fußboden aufgebracht. Sie wurden von der koreanischen Künstlerin Minah Son geschaffen. In verfremdeter Schrift enthalten sie Worte aus der Offenbarung des Johannes. Lesbar werden sie allerdings erst, wenn man sich zu ihnen herabbeugt und weit genug davon entfernt ist.
An der Rückseite des Altarraumes hängen zwei sogenannte Ebenbilder des Münchner Künstlers Gregor Cuerten. Die Prinzipalstücke der Kirche wurden 2010 von der Mannheimer Künstlerin Madeleine Dietz aus Stahl und gebrannter Erde geschaffen. Neben Altar, Ambo und Taufstein wurde als viertes Werk von Dietz die Installation „nun baut mein Haus“ aufgestellt.

### Orgel

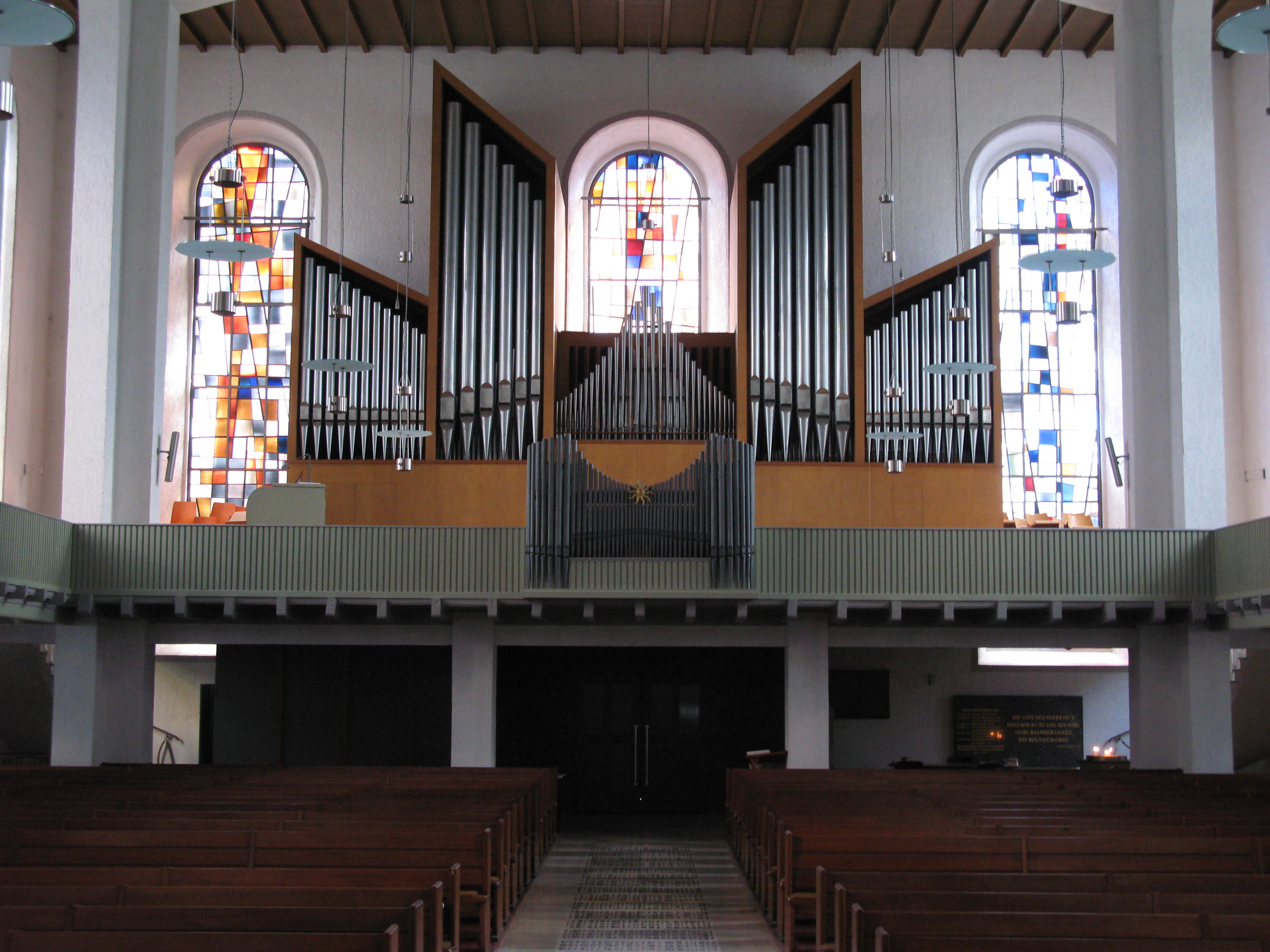
Weigle-Orgel

Die heutige Orgel ist das vierte Instrument in der Konkordienkirche.
Die erste Orgel stammte aus dem Jahr 1722. Sie wurde 1761 ersetzt durch ein Instrument der Brüder Johann Philipp und Johann Heinrich Stumm. Es ging mit dem Brand der Kirche 1795 unter.
Nach dem Wiederaufbau der Kirche wurde die von Johann Andreas Silbermann für St. Johann in Straßburg 1763 erbaute Orgel erworben und im Jahr 1800 installiert. Sie war wie die Vorgängerorgel über Altar und Kanzel angeordnet. Diese Orgel wurde im Zweiten Weltkrieg zerstört.
Nach dem Wiederaufbau der Kirche wurde das heutige Instrument in mehreren Bauabschnitten in den Jahren 1952 bis 1959 gebaut. Als Opus 1000 ist sie die Jubiläumsorgel von Orgelbau Friedrich Weigle aus Echterdingen. Sie hat 51 Register, verteilt auf vier Manuale und Pedal, mit elektropneumatischen Kegelladen (im Rückpositiv Taschenlade) und 3926 Pfeifen. Angeordnet ist sie auf der dem Altar gegenüberliegenden Empore. Die Orgel hat folgende Disposition:
| I Rückpositiv C–g3 |                  |    |
| 1.                 | Lieblich Gedeckt | 8′ |
| 2.                 | Rohrflöte        | 4′ |
| 3.                 | Prinzipal        | 4′ |
| 4.                 | Oktave           | 2′ |
| 5.                 | Sesquialtera II  |    |
| 6.                 | Sifflöte         | 1′ |
| 7.                 | Scharfmixtur VI  |    |
| 8.                 | Regal            | 8′ |
|                    | Tremulant        |    |
|                    | Zimbelstern      |    |

| II Hauptwerk C–g3 |                |         |
| 09.               | Gedecktpommer  | 16′     |
| 10.               | Hauptprinzipal | 08′     |
| 11.               | Gemshorn       | 08′     |
| 12.               | Gamba          | 08′     |
| 13.               | Oktave         | 04′     |
| 14.               | Kleingedeckt   | 04′     |
| 15.               | Quinte         | 02 ⁄3′  |
| 16.               | Oktave         | 02′     |
| 17.               | Blockterz      | 01 3⁄5′ |
| 18.               | Großmixtur VI  |         |
| 19.               | Trompete       | 08′     |
| 20.               | Clarine        | 04′     |

| III Oberwerk C–g3 |                |        |
| 21.               | Holzflöte      | 08′    |
| 22.               | Quintade       | 08′    |
| 23.               | Principal      | 04′    |
| 24.               | Blockflöte     | 04′    |
| 25.               | Waldflöte      | 02′    |
| 26.               | Quinte         | 01 ⁄3′ |
| 27.               | Terzzimbel III |        |
| 28.               | Scharff VI     |        |
| 29.               | Rankett        | 16′    |
| 30.               | Krummhorn      | 08′    |
|                   | Tremulant      |        |

| IV Schwellwerk C–g3 |                    |    |
| 31.                 | Grobgedeckt        | 8′ |
| 32.                 | Rohrflöte          | 8′ |
| 33.                 | Aeoline            | 8′ |
| 34.                 | Offenflöte         | 4′ |
| 35.                 | Hohlflöte          | 2′ |
| 36.                 | Prinzipalmixtur IV |    |
| 37.                 | Septkornett III    |    |
| 38.                 | Schalmey           | 8′ |
|                     | Tremulant          |    |

| Pedal C–f1 |                  |         |
| 39.        | Grand Bourdon    | 32′ *   |
| 40.        | Großprincipal    | 16′     |
| 41.        | Subbaß           | 16′     |
| 42.        | Pommer (= Nr. 9) | 16′     |
| 43.        | Oktavbaß         | 08′     |
| 44.        | Gedecktbaß       | 08′     |
| 45.        | Quinte           | 05 1⁄3′ |
| 46.        | Choralbaß        | 04′     |
| 47.        | Nachthorn        | 02′     |
| 48.        | Hintersatz VI    |         |
| 49.        | Sordun           | 32′     |
| 50.        | Posaune          | 16′     |
| 51.        | Corno            | 08′     |
| 52.        | Trompetenregal   | 04′     |

- Koppeln: I/II, III/II, IV/II, IV/III, I/P,II/P,II/P,IV/P.
- Spielhilfen: 4 freie Kombinationen, 1 freie Pedalkombination, Zungeneinzelabsteller, Walze
- Anmerkungen:

* = akustisch aus Pommer 16’

### Gruft
Raugräfin Luise von Degenfeld, die morganatisch angetraute Ehefrau von Kurfürst Karl Ludwig, wurde 1677 in einer eilig gebauten Gruft in der im Bau befindlichen Concordienkirche in der Friedrichsburg bestattet. Nach der Zerstörung der Kirche wurden ihre Gebeine um 1700 in eine Gruft der – noch im Status der Planung verharrenden – französisch-reformierten Kirche überführt. Nach dem Abriss der Kirchenruine wurde bei Aushubarbeiten 1823 eine tiefgelegene Gruft gefunden, darin ein Zinnsarg kunstvoll geschmückt mit zehn Löwenköpfen. Das Skelett gehörte zu einem weiblichen Körper im Alter von 40 bis 50 Jahren. Da keine andere hochgestellte Persönlichkeit in Frage kommt, geht man davon aus, dass es sich um den Sarg der Raugräfin handelt. Er wurde in die Konkordienkirche gebracht und nach dem Wiederaufbau der Kirche nach dem Zweiten Weltkrieg wurde unter der Orgelempore eine neue Gruft geschaffen.

### Glocken

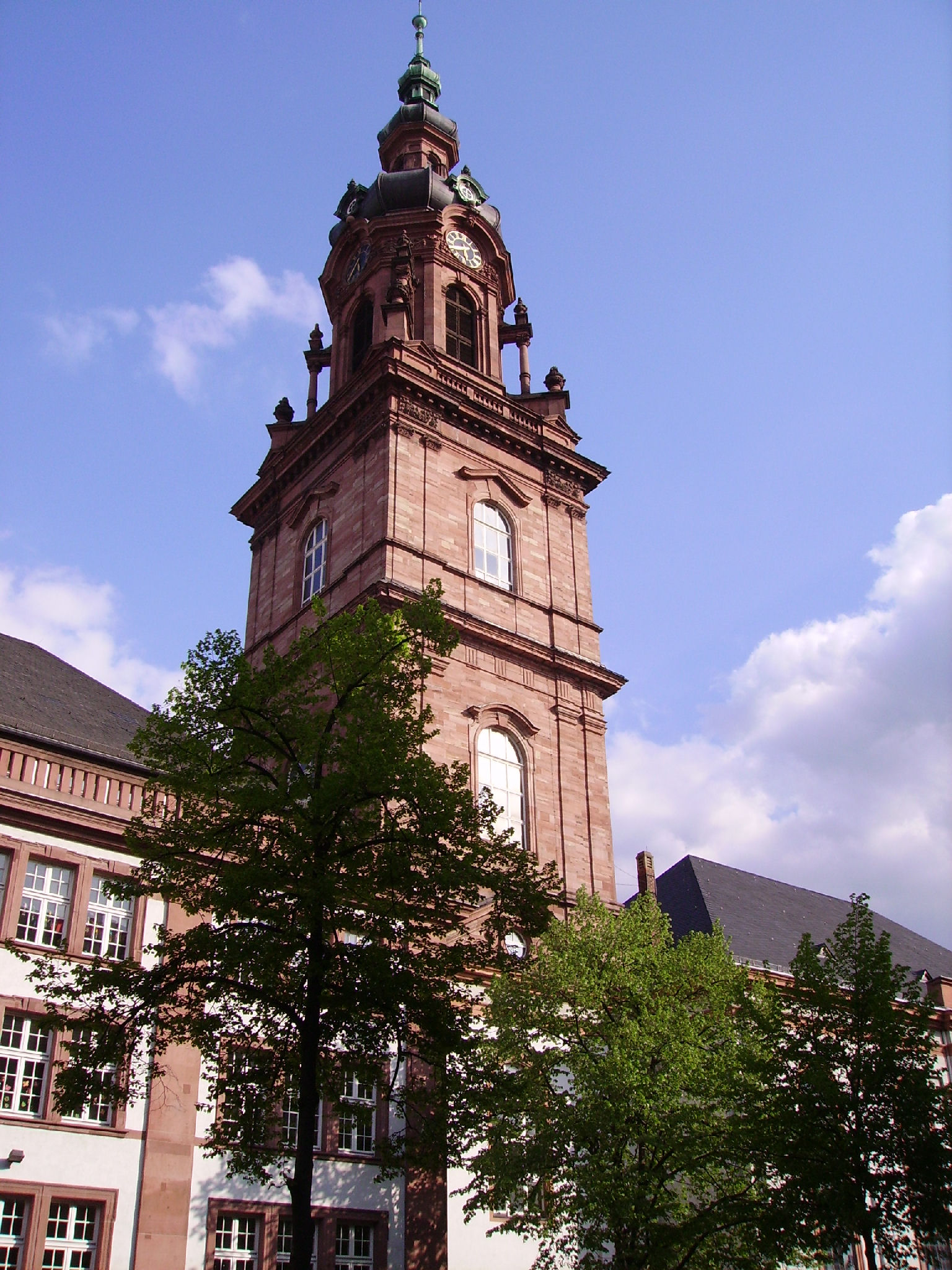
Glockenturm der Konkordienkirche

Nach dem Brand der Kirche 1795 wurden 1802 vier Glocken wiederbeschafft. Die Gemeinde erwarb eine Glocke aus Holland sowie drei Glocken aus dem säkularisierten Kloster Oggersheim. Die klangvolle Wallonenglocke wurde 1663 für die reformierte Kirche im holländischen Berltsum (friesische Marschland) gegossen. Nach dem Neubau der Kirche 1779 konnte sie in der nun als Kuppellaterne gestalteten Glockenstube nicht mehr untergebracht werden und wurde verkauft. Die deutsch-wallonische Gemeinde der Konkordienkirche konnte diese Glocke ersteigern. Von den drei Glocken aus Oggersheim wurde eine unverändert übernommen. Die beiden anderen wurden zusammen mit dem Metall des zerstörten Geläuts zu zwei neuen Glocken umgegossen. Im Zweiten Weltkrieg mussten diese vier Glocken abgeliefert werden. Dennoch haben sie alle die Kriegswirren überstanden. Die große Wallonenglocke wurde nach dem Krieg in Frankfurt, die anderen drei auf dem Glockenfriedhof in Hamburg wiedergefunden und in die Konkordienkirche zurückgebracht.
Im Jahr 1996 goss die Karlsruher Glocken- und Kunstgießerei eine kleine Glocke im Ton c2 hinzu, um das Geläut sowohl in der Tonfolge „nach oben hin“ zu vollenden als auch mehrere klangliche Kombinationen (Motive) zu ermöglichen. Klanglich gesehen fallen die drei Speck-Glocken gegenüber der Wallonenglocke, die die älteste Glocke in Mannheim ist, zurück und treffen auch nicht die ursprünglich geplante Tonfolge. Jedoch rührt von diesen Unebenheiten der unverwechselbare Klangcharakter des Geläutes her. So hängt heute in der Glockenstube des Turmes ein klanglich und historisch interessantes Geläut.
| Nr. | Name               | Gussjahr | Gießer, Gussort                       | Durchmesser | 0Gewicht0 | Schlagton |
| --- | ------------------ | -------- | ------------------------------------- | ----------- | --------- | --------- |
| 1   | Wallonenglocke     | 1663     | Jurjen Balthasar, Leeuwarden          | 1440 mm     | 1900 kg   | des¹      |
| 2   | Harmonie-Glocke    | 1802     | Joh. Michael Alois Speck, Mannheim    | 1245 mm     | 1350 kg   | d¹        |
| 3   | Reformationsglocke | 1802     | Joh. Michael Alois Speck, Mannheim    | 1050 mm     | 0800 kg   | f¹        |
| 4   | Vaterunserglocke   | 1794     | Anselm Franz Speck, Heidelberg        | 0870 mm     | 0450 kg   | as¹       |
| 5   | Taufglocke         | 1996     | Karlsruher Glocken- und Kunstgießerei | 0730 mm     | 0300 kg   | c2        |

## Sonstiges
Die Konkordienkirche dient seit einigen Jahren als Nistplatz für eine Population von Wanderfalken.